# بریجنورث (دژ)
بریجنورث (انگلیسی: Bridgnorth Castle) قلعه‌ای ویران در انگلستان است.